# Saint-Michel (Hérault)
Saint-Michel is een gemeente in het Franse departement Hérault (regio Occitanie) en telt 54 inwoners (2009). De plaats maakt deel uit van het arrondissement Lodève.

## Geografie
De oppervlakte van Saint-Michel bedraagt 35,0 km², de bevolkingsdichtheid is dus 1,5 inwoners per km².
De onderstaande kaart toont de ligging van Saint-Michel (Hérault) met de belangrijkste infrastructuur en aangrenzende gemeenten.

## Demografie
Onderstaande figuur toont het verloop van het inwonertal (bron: INSEE-tellingen).